# Ewuare
Ewuare, detto Ewuare il Grande (fl. XV secolo), fu uno dei più importanti oba (monarca) nella storia del Regno del Benin, e fondatore dell'Impero del Benin. Regnò fra il 1440 e il 1473.
Il regno di Ewuare viene ricordato come un'epoca di riconciliazione fra le diverse fazioni che fra il 1435 e il 1440 si erano scontrate duramente; lo stesso nome Ewaure (Oworuare) significa "i guai sono finiti". Sotto Ewuare, la crisi nel regno venne risolta e l'economia e la società furono risanate da una politica di riforme e sviluppo.

## Riforme politiche
Al tempo stesso, Ewuare centralizzò fortemente il potere nelle proprie mani, combinando un uso politico della propria autorità religiosa di oba con una politica di riforme che trasformarono il Benin in una monarchia assoluta. Tra l'altro istituì la successione ereditaria al trono e nuova categoria di burocrati al suo servizio, i "capi cittadini", che sottrassero molti poteri alle figure dei "capi di palazzo" e al consiglio dei capi tribali chiamato Uzama, che in passato avevano un'autorità quasi paragonabile a quella dell'oba. Il capo cittadino più anziano, chiamato iyashere, venne posto a capo dell'esercito.alla morte di 2 dei suoi figli sovrano del Regno del Benin, impose delle strettissime limitazioni alla libertà dei suoi sudditi in segno di lutto per la morte di due suoi figli. Tale lutto sarebbe dovuto durare tre anni e comprendeva tra gli altri il divieto ad avere rapporti sessuali, di lavarsi, di suonare e di danzare.

## Riforme militari ed espansione
Buona parte della politica di Ewuare fu basata sul rafforzamento militare del regno, e sul successivo impiego dell'esercito in campagne di espansione. Ewuare trasformò la capitale del regno, Edo (l'odierna Benin City) in una vera e propria fortezza. Fu anche un abile condottiero e conquistò oltre duecento città e villaggi nell'odierna Nigeria meridionale (per esempio sottomettendo le regioni di Eka, Ekiti, Ikare e Kukuruku), costringendo i capi locali a pagargli tributo.

## Discendenza
I discendenti di Ewuare proseguirono la politica del padre sia dal punto di vista della politica interna (riducendo ancora il potere dei capi di palazzo e dell'Uzama a favore dei capi cittadini) che da quello dell'espansione militare (importanti conquiste furono ottenute in particolare da oba Ozolua il Conquistatore e da oba Esigie, rispettivamente figlio e nipote di Ewuare).